# Motherhood (film 1914)
Motherhood è un cortometraggio muto del 1914 diretto da Harry A. Pollard. Prodotto dalla Beauty (American Film Manufacturing Company) su una sceneggiatura di Olga Printzlau, il film aveva come interpreti Margarita Fischer, Harry A. Pollard, Joe Harris, Kathie Fischer.

## Trama
Marjorie, la donna, e Harry, l'uomo, si incontrano nel Giardino dell'Amore dove, insieme, scoprono il Fiore dell'Amore. Felici, i due si sposano. Le prime ombre arrivano quando la moglie scopre il richiamo della maternità. Marjorie teme quella venuta: respinge il marito e si rifugia nella sua stanza dove si addormenta, mettendosi a sognare. Le sembra che il ragazzo porti discordia e divisione tra i suoi genitori e il ragazzo stesso è dispiaciuto di essere mai nato. Colpisce suo padre e fugge via.

La donna si sveglia. Si rende conto che è criminale resistere alla maternità. Cerca suo marito e, dopo averlo trovato, lo rassicura del suo amore e, insieme, gioiscono per la venuta del bambino.

## Produzione
Il film fu prodotto dalla Beauty (American Film Manufacturing Company).

## Distribuzione
Distribuito dalla Mutual, il film - un cortometraggio in una bobina - uscì nelle sale statunitensi il 10 novembre 1914.